# 1436 Salonta
1436 Salonta este un asteroid din centura principală, descoperit pe 11 decembrie 1936, de György Kulin.

## Denumirea asteroidului
Asteroidul a primit numele în onoarea orașului natal al descoperitorului, Salonta.

## Caracteristici
Asteroidul prezintă o orbită caracterizată de o semiaxă majoră egală cu 3,1436349 UA și de o excentricitate de 0,0675823, înclinată cu 13,89601°, în raport cu ecliptica.